# Premio Fartein Valen
Il premio Fartein Valen consiste in un premio musicale e una borsa di studio musicale norvegese in ricordo del compositore Fartein Valen.

## Storia
La borsa di studio e il premio sono stati assegnati per la prima volta rispettivamente nel 1999 e nel 2002 e sono ora assegnati ogni due anni. Dietro le sovvenzioni ci sono la Fondazione Fartein Valen insieme al comune di Sveio, al comune di Haugesund e all'Haugaland Kraft. Il premio e la borsa di studio sono assegnati a persone che hanno contribuito a rafforzare la reputazione della musica di Valens. Il vincitore del premio riceve 80.000 NOK ed è invitato a partecipare come artista al festival Fartein Valen l'anno successivo. Il beneficiario della borsa riceve 25.000 NOK, lavora a Valenheimen a Sveio e viene presentato come compositore di quest'anno al festival di Valen.
Nel 2008 è stata concessa una borsa di studio di 100.000 NOK in collaborazione con Stavanger 2008, Capitale europea della cultura. La borsa di studio è stata assegnata al festival Fartein Valen nell'aprile del 2008 alla violinista Liv Hilde Klokk e al soprano Silje Marie Aker Johnsen.

## Vincitori

### Premio Fartein Valen
- 2002: Ole Böhn
- 2004: Arve Tellefsen
- 2006: Hanna-Marie Weydahl e Einar Henning Smebye
- 2008: Nordic Voices
- 2010: Christian Eggen
- 2012: Sigurd Slåttebrekk

### Borsa di studio Fartein Valen
- 1999: Ståle Kleiberg
- 2001: Jostein Stalheim
- 2003: Magnar Åm
- 2005: Trond Reinholdtsen
- 2007: Glenn Erik Haugland
- 2009: Henrik Ødegaard
- 2011: Ole-Henrik Moe